# Карачаево-черкезка автономна съветска социалистическа република
Карачаево-черкезката автономна съветска социалистическа република (на руски: Карачаево-Черкесская Советская Социалистическая Республика) е автономна република в състава на Съветския съюз.
Създадена е на 30 ноември 1990 г. от Карачаево-черкезката автономна област, което е утвърдено от Върховния съвет на РСФСР на 3 юли 1991 г. На 27 октомври 1991 г. е преименувана на Република Черкезия, а от 1993 г. – на Карачаево-Черкезия.